# Most św. Wojciecha w Kaliszu
Most św. Wojciecha – most drogowy na Prośnie w Kaliszu w ciągu Szlaku Bursztynowego (Trasy Bursztynowej). Łączy on osiedla Rypinek i Rajsków. Wybudowany został w latach 2002–2003, a oddany do użytku 16 września 2005 wraz z pierwszym odcinkiem Szlaku Bursztynowego.

## Dane techniczne
Długość mostu św. Wojciecha wynosi 100,3 metra co sprawia, że jest najdłuższym mostem drogowym w Kaliszu i drugim w ogóle (najdłuższy jest most kolejowy mierzący 125 metrów). Składa się z jednej jezdni o standardowej szerokości 7 metrów i jednego chodnika znajdującego się po stronie północnej. Ograniczenie prędkości wynosi 70 km/h. Most ma konstrukcję wolnostojącą i wsparty jest dwoma podwójnymi, okrągłymi podporami. Przy obu podporach i obu przyczółkach znajdują się podesty przeznaczone dla obsługi technicznej.

## Cel budowy
Głównym celem budowy mostu św. Wojciecha było usprawnienie komunikacji między prawobrzeżną i lewobrzeżną częścią miasta. Przed jego powstaniem najbliższą przeprawą w dół rzeki był most Trybunalski w Śródmieściu, zaś w górę rzeki odległy most Księżnej Jolanty w Piwonicach. Znaczenie mostu wzrosło w 2010 po oddaniu do użytku drugiego odcinka Szlaku Bursztynowego, na który kierowany jest tranzyt samochodów osobowych i lekkich ciężarowych (ograniczenie do 15 ton na odcinku od ulicy Częstochowskiej do Dworcowej) z Ostrowa Wielkopolskiego do Łodzi. Jest ono jednak niewielkie w przypadku komunikacji publicznej, gdyż przez most poprowadzono tylko dwie linie autobusowe KLA (9 i S2).